# Żarska Wieś
Żarska Wieś (niem. Florsdorf) – wieś w Polsce położona w województwie dolnośląskim, w powiecie zgorzeleckim, w gminie Zgorzelec.

## Położenie
Żarska Wieś to łańcuchówka o długości około 2,3 km leżąca na Pogórzu Izerskim, w dolinie Żareckiego Potoku, pomiędzy drogą nr 94 a lokalną szosą prowadzącą z Jędrzychowic do Przesieczan.

## Podział administracyjny
W roku 1946 miejscowość została włączona do nowo powstałego województwa wrocławskiego na terenie powojennej Polski. W latach 1975–1998 miejscowość administracyjnie należała do województwa jeleniogórskiego.

## Historia
Nie wiadomo kiedy dokładnie powstała Żarska Wieś, na pewno istniała na początku XIV wieku. W 1825 roku było tu 131 domów, w tym: dwór, folwark, szkoła ewangelicka z nauczycielem i 2 młyny wodne. W 1840 roku w miejscowości było 97 domów, w tym: dwór, folwark, szkoła, 2 młyny wodne o 4 kołach, 2 olejarnie, 2 tartaki, 5 gospód, 2 torfiarnie i wapiennik, poza tym we wsi działało 10 rzemieślników i 2 kramarzy.
Po 1945 roku miejscowość pozostała dobrze zagospodarowaną wsią rolniczą. W zespole pałacowym ulokowano PGR oraz powstało duże gospodarstwo sadownicze, które w latach 70-80. było największym w województwie. W 1978 roku było tu 57 gospodarstw rolnych, PGR i SKR. W latach 90. we wsi zbudowano kaplicę MB Wspomożenia Wiernych.

## Demografia
Według Narodowego Spisu Powszechnego (III 2011 r.) liczyła 848 mieszkańców. Jest to trzecia co do wielkości miejscowość gminy Zgorzelec.

## Zabytki
Do wojewódzkiego rejestru zabytków wpisane są:
- zespół pałacowy
  - pałac, zabytkowy z 1740 r., przełom XIX/XX w.; opuszczony i zrujnowany po 1990 r.[7]
  - park, z drugiej połowy XIX w.
- dwór, obecnie dom nr 49, z przełomu XVII/XVIII w., 1923 r.